# Chiesa di San Cristino
La chiesa di San Cristino, detta anche chiesa della Misericordia, è un edificio sacro che si trova a Portoferraio.

## Storia e descrizione
Sede della confraternita omonima, custodisce le reliquie di san Cristino, a cui la chiesa è intitolata. Nella navata unica, dove si trovava una statua della Madonna col Bambino attribuita a Tino da Camaino, ora nell'annesso Museo, domina l'altare marmoreo con la tela settecentesca della Madonna della Misericordia.
La volta fu affrescata nel 1765 col trompe l'oeil di una balaustra su cui si imposta un loggiato terminante in una falsa cupola. L'organo del 1850 è di Michelangelo Paoli. Nel 1746 fu aperta accanto alla chiesa una cappella dedicata alla Vergine di Loreto per ospitare la statua della Madonna proveniente dalla cappella della Linguella.